# Nicole Brown Simpson
Nicole Brown Simpson (Fráncfort del Meno, Alemania Occidental, 19 de mayo de 1959-Brentwood, California, 12 de junio de 1994) fue la exesposa del jugador de fútbol americano O. J. Simpson, con quien estuvo casada de 1985 a 1992. El matrimonio tuvo dos hijos: Sydney y Justin.
Nicole fue asesinada en su casa en Los Ángeles, California, junto con su amigo el camarero Ronald Goldman. Simpson, quien tenía un largo historial de abuso físico, acoso y amenazas de muerte contra Brown, fue arrestado y acusado de ambos crímenes. Pese a un controvertido y muy publicitado juicio en el que había pruebas circunstanciales y físicas que lo vinculaban con los asesinatos, Simpson fue absuelto de todos los cargos en 1995, aunque sería declarado culpable de ambas muertes en un juicio civil en 1997.

## Biografía

### Primeros años
Brown nació el 19 de mayo de 1959 en Fráncfort del Meno, Alemania Occidental, hija de la alemana Juditha Anne «Judy» Brown (21 de enero de 1931-8 de noviembre de 2020) y el estadounidense Louis Hezekiel «Lou» Brown Jr. (10 de agosto de 1923-3 de julio de 2014). Tras mudarse a los Estados Unidos asistió a diversos colegios: Gilbert Elementary School, Skylark Elementary School, Simmons Elementary (realizó el sexto grado en el programa Mentally Gifted Minor), Hare Intermediate School y Rancho Alamitos High School. Posteriormente se mudó con sus hermanas menores Dominique y Tanya y su hermana mayor Denise a Monarch Bay, al oeste de Dana Point, California, donde se graduaría en 1977 en la Dana Hills High School además de ser elegida princesa al igual que su hermana Denise.

### Relación con O. J. Simpson
Brown conoció a Simpson en 1977 a los 18 años de edad mientras trabajaba como camarera en The Daisy, un club privado en Beverly Hills. Pese a que Simpson seguía casado con su primera esposa, Marguerite, quien además estaba embarazada de su hija Aaren, ambos iniciaron una relación, divorciándose Simpson en marzo de 1979 y casándose con Brown el 2 de febrero de 1985, cinco años después de su retirada del fútbol profesional. El matrimonio, de siete años de duración, tuvo dos hijos: Sydney (nacida el 17 de octubre de 1985) y Justin (nacido el 6 de agosto de 1988). Simpson abusó físicamente de Brown durante todo el tiempo que estuvieron casados; de acuerdo con un informe policial relativo a un incidente ocurrido en el Año Nuevo de 1989, Simpson gritó: «¡No quiero que esa mujer (Brown) duerma más en mi cama! ¡Tengo dos mujeres y ya no quiero a esa mujer en mi cama!». Aunque Brown llamó múltiples veces a la policía, Simpson solo fue arrestado en una ocasión, tras lo cual O. J. suplicó nolo contendere respecto de los cargos de abuso conyugal en 1989. Brown retiraría más tarde los cargos después de que sus padres se negasen a ayudarla y en su lugar la convenciesen de reconciliarse con su esposo debido a que Simpson había obsequiado a Lou un concesionario de Hertz el cual estaba reportando importantes beneficios económicos a la familia Brown. Nicole solicitó finalmente el divorcio el 25 de febrero de 1992 alegando diferencias irreconciliables. Al momento de su separación, Simpson confesó a Brown una relación extramatrimonial que mantuvo durante un año con Tawny Kitaen, durante la cual le regaló unos valiosos pendientes de diamantes, terminando dicha aventura cuando Kitaen contrajo matrimonio con David Coverdale en 1989. Tras el divorcio, Simpson y Brown se reconciliaron.
Un audio mostrado durante el juicio de O. J. reveló que Brown había realizado una llamada al 911 el 25 de octubre de 1993, durante la cual dijo entre lágrimas: «Él (Simpson) me va a dar una paliza». Cuando la policía se presentó en la vivienda, Brown fue grabada en secreto por el sargento Craig Lally, declarando lo siguiente: «Tiene una mirada muy animal. Todas sus venas sobresalen, sus ojos son negros y solo negros, quiero decir fríos, como un animal. Quiero decir muy, muy extraños. Cuando los veo, me asustan». Brown también declaró que Simpson no la había agredido en cuatro años. Varios meses después de este incidente la relación terminó definitivamente, mudándose Nicole de la casa que ambos compartían con ayuda de su agente inmobiliario y amigo Robin Greer.
En su libro If I Did It, Simpson describió a Brown como afectada por un trastorno de identidad disociativo, existiendo por un lado una Nicole cuidadosa y por otro una Nicole reflexivamente hostil. Simpson afirmó así mismo en el libro que Brown era por lo general abusiva emocionalmente y sostuvo que discutía con él a menudo por cosas irrelevantes y sin sentido. Simpson también afirmó que Brown era consumidora habitual de drogas ilegales. Pablo Fenjves, coautor del libro, definiría posteriormente los puntos de vista de Simpson como un autoengaño.

### Asesinato
Brown vivió tras su separación de O. J. con sus dos hijos en 875 South Bundy Drive, en Brentwood, California. La noche del 12 de junio de 1994, Brown, de 35 años, fue brutalmente apuñalada hasta la muerte a las puertas de su casa junto con su amigo el camarero Ron Goldman, de 25 años de edad. El cuerpo de Nicole, quien llevaba puesto un vestido corto de color negro, fue descubierto poco después de la medianoche del 13 de junio. El cadáver se encontraba al pie de las escaleras de la puerta de entrada, tumbado sobre el lado izquierdo en posición fetal y en un charco de sangre, con ambos pies descalzos asomando por debajo de un tramo de la verja que rodeaba el recinto y conducía a la calle, cuya puerta de acceso estaba completamente abierta. La autopsia determinó que Brown había recibido siete puñaladas en el cuello y el cuero cabelludo, presentando un corte de 14 cm de longitud en la garganta el cual había seccionado las arterias carótidas derecha e izquierda así como las venas yugulares derecha e izquierda. La herida del cuello era tan profunda que había penetrado 1,9 cm en la vértebra cervical y casi había provocado la completa separación de la cabeza del tronco. Nicole presentaba a su vez heridas defensivas en ambas manos.
El funeral fue oficiado el 16 de junio en la St. Martin of Tours Catholic Church, en Brentwood. Entre los asistentes se encontraban Simpson y sus hijos, miembros de la familia Brown, Al Cowlings, Steve Garvey y el inquilino de O. J. Kato Kaelin. Brown fue enterrada en el Ascension Cemetery en Lake Forest, California.

### Hechos posteriores
O. J. fue juzgado por ambos crímenes. En octubre de 1995, tras un juicio público de casi nueve meses de duración, Simpson fue absuelto. Pese a que Denise siguió defendiendo que O. J. había asesinado a su hermana, Lou y Juditha mostraron su apoyo a Simpson y su alivio porque pudiese reunirse con sus hijos. En un juicio civil emprendido en 1997 por Fred Goldman, padre de Ron, O. J. fue hallado responsable de ambas muertes y condenado a indemnizar a la familia Goldman con $33,5 millones en concepto de daños. Simpson sería encarcelado posteriormente por robo a mano armada en un hotel de Las Vegas en 2008.
En 1996, tras el fin del juicio, un juez otorgó la custodia total de Sidney y Justin a Simpson tras haberla solicitado. Los padres de Brown trataron sin éxito de luchar por la custodia hasta la muerte de ambos.
Tras los asesinatos, el 875 South Bundy Drive permaneció vacío durante dos años, llevando a cabo el siguiente propietario extensas remodelaciones en la vivienda y cambiando la dirección.
En 2017, el director Ezra Edelman, quien dirigió el documental O.J.: Made in America (2016), dedicó su discurso de aceptación del Óscar al mejor largometraje documental a Brown y Goldman.

## Fundación
La Nicole Simpson Foundation fue creada en 1994 en su memoria. Posteriormente renombrada como Nicole Brown Charitable Foundation, supuestamente recortó la concesión de subvenciones en 1999 debido a una caída en las donaciones y a prácticas de gestión cuestionables.

## En el cine
Jessica Tuck interpretó a Brown en la película para televisión The O. J. Simpson Story (1995). Sandra Olson interpretó también a Brown en Reenactment of the Century (2006). En 2013 se anunció que Charlotte Kirk interpretaría a Nicole en la película nunca estrenada Nicole & O.J.. Por su parte, Mena Suvari interpretó a Brown en The Murder of Nicole Brown Simpson (2019).